# Transporter (serie di film)

Logo della serie

Jason Statham nei panni di Frank Martin nel terzo film.

Transporter è una popolare serie cinematografica d'azione creata da Luc Besson e Robert Mark Kamen, che narra le vicende del trasportatore Frank Martin, interpretato da Jason Statham nei primi tre film, da Chris Vance nella serie tv e da Ed Skrein nel reboot della saga del 2015.
I film della serie si sviluppano in un arco di tempo di 13 anni, dal 2002 al 2015.

## Film
| Film                   | Data di uscita USA | Regia                       | Sceneggiatura                         | Produttori                 |
| Trilogia originale     | Trilogia originale | Trilogia originale          | Trilogia originale                    | Trilogia originale         |
| ---------------------- | ------------------ | --------------------------- | ------------------------------------- | -------------------------- |
| The Transporter        | 11 ottobre 2002    | Corey Yuen, Louis Leterrier | Luc Besson, Robert Mark Kamen         | Luc Besson, Steven Chasman |
| Transporter: Extreme   | 2 settembre 2005   | Louis Leterrier             | Luc Besson, Robert Mark Kamen         | Luc Besson, Steven Chasman |
| Transporter 3          | 26 novembre 2008   | Olivier Megaton             | Luc Besson, Robert Mark Kamen         | Luc Besson, Steven Chasman |
| Reboot                 |                    |                             |                                       |                            |
| The Transporter Legacy | 4 settembre 2015   | Camille Delamarre           | Adam Cooper, Bill Collage, Luc Besson | Luc Besson, Mark Gao       |

### The Transporter
Frank Martin, ex soldato delle forze speciali, specializzato nel trasporto di pacchi top secret, viene pagato per portare una grande borsa a destinazione. Col passare del tempo, però, sospetta che dentro ci sia una persona, ed infrangendo la sua regola di non aprire mai i pacchi, scopre che i suoi sospetti erano reali. Comincia così ad aiutare la ragazza cinese che era racchiusa nella borsa e ferma il traffico illegale di cinesi in territorio francese, con l'aiuto dell'ispettore di polizia Tarconi.

### Transporter: Extreme
Martin cambia lavoro, e diventa semplice autista, scortando il figlio di un ministro che tenta di far approvare leggi restrittive contro la droga. Il bambino viene rapito e il ministro viene contagiato da un virus letale. Frank si metterà in opera per salvare le loro vite e fermare i trafficanti di droga responsabili del rapimento e del contagio, guidati dal terrorista Gianni Chellini. 

### Transporter 3
Frank torna al suo lavoro di trasportatore illegale. Viene costretto dal malavitoso Jonas Johnson a fare consegne, sotto il ricatto di un bracciale esplosivo nel caso in cui lui si allontani dall'auto. Nel pacco da consegnare c'è la figlia di un politico ucraino, rapita per costringere il padre a far passare delle navi piene di rifiuti tossici.

### The Transporter Legacy
Si tratta del reboot della saga. Frank Martin lavora come autista per un'associazione di tipo mafioso, consegnando merce dalla provenienza losca. Un giorno l'uomo incontra Anna, una donna che è stata costretta per più di quindici anni a prostituirsi, e fra i due nasce un rapporto molto particolare.

## Personaggi e interpreti
Questa sezione include i personaggi che sono apparsi nella serie:
- La cella vuota e grigia scura indica che il personaggio non è presente nel film.

| Personaggio        | Trilogia originale | Trilogia originale   | Trilogia originale | Reboot                 |
| Personaggio        | The Transporter    | Transporter: Extreme | Transporter 3      | The Transporter Legacy |
| ------------------ | ------------------ | -------------------- | ------------------ | ---------------------- |
| Frank Martin       | Jason Statham      | Jason Statham        | Jason Statham      | Ed Skrein              |
| Ispettore Tarconi  | François Berléand  | François Berléand    | François Berléand  |                        |
| Lai                | Shu Qi             |                      |                    |                        |
| Darren Bettencourt | Matt Schulze       |                      |                    |                        |
| Gianni Chellini    |                    | Alessandro Gassmann  |                    |                        |

## Accoglienza

### Incassi
| Film                   | Data di uscita USA | Incassi ($)  | Incassi ($)    | Incassi ($) | Budget ($) |
| Film                   | Data di uscita USA | Nord America | Internazionale | Mondiale    | Budget ($) |
| ---------------------- | ------------------ | ------------ | -------------- | ----------- | ---------- |
| The Transporter        | 11 ottobre 2002    | 25296447     | 18632485       | 43928932    | 21000      |
| Transporter: Extreme   | 2 settembre 2005   | 43095856     | 45987373       | 89083229    | 32000      |
| Transporter 3          | 26 novembre 2008   | 31715062     | 77264487       | 108979549   | 30000      |
| The Transporter Legacy | 4 settembre 2015   | 16029670     | 56600000       | 72629670    | 22000      |
| Totale                 | Totale             | 116137035    | 198484345      | 314621380   | 105000     |

### Critica
| Film                   | Rotten Tomatoes      | Metacritic         | CinemaScore |
| ---------------------- | -------------------- | ------------------ | ----------- |
| The Transporter        | 54% (128 recensioni) | 51 (27 recensioni) | B+          |
| Transporter: Extreme   | 52% (122 recensioni) | 56 (29 recensioni) | B+          |
| Transporter 3          | 40% (116 recensioni) | 51 (26 recensioni) | B-          |
| The Transporter Legacy | 15% (104 recensioni) | 32 (24 recensioni) | B-          |

## Auto utilizzate
| Film                   | Anno | Auto usate da Frank Martin       |
| ---------------------- | ---- | -------------------------------- |
| The Transporter        | 2002 | BMW E38 · Mercedes-Benz W140     |
| Transporter: Extreme   | 2005 | Audi A8 · Lamborghini Murciélago |
| Transporter 3          | 2008 | Audi A8                          |
| The Transporter Legacy | 2015 | Audi A8                          |

## Altri media

### Serie TV

#### Transporter: The Series
La serie televisiva riprende le vicende viste nei tre film, seguendo le imprese di Frank Martin, un autista freelance professionista che, per il giusto prezzo, consegna ovunque qualsiasi cosa gli venga affidata, il tutto senza fare domande. Durante le sue missioni Frank segue tre regole fondamentali: mai cambiare i patti, mai fare nomi e mai aprire i pacchi. Qualunque cosa accada l'uomo cerca sempre di seguire queste regole, ma nulla va mai come dovrebbe.